# Collatie (Moderne Devotie)
Onder collaties worden religieuze gesprekken verstaan die op zon- en feestdagen in gemeenschappen van de Moderne Devotie werden gevoerd. Deze gesprekken konden heel gevarieerd en informeel van opzet zijn, maar hebben soms een geïnstitutionaliseerde vorm gekregen. Ook teksten die uit dergelijke gesprekken voortgekomen zijn, werden collaties genoemd. Ze worden gezien als vertegenwoordigers van het genre van de preek.

## De praktijk
De moderne devoten waren van mening dat iedereen zich het best geestelijk kon ontwikkelen door zowel individueel naar een goed leven te streven als dat individuele streven te laten begeleiden door de anderen: in positieve zin door vermaningen en aansporingen (adhortatio) en in negatieve zin door berispingen (correptio). Dit inzicht ligt ten grondslag aan de collatie als religieuze praktijk.
Er zijn twee typen collaties: de onderlinge gesprekken en de gesprekken met scholieren en burgers.

### Onderlinge gesprekken
Het onderling gesprek (collatio mutua) was vooral geïnstitutionaliseerd in de broederhuizen, zoals blijkt uit de huisregels (consuetudines). Op zon- en feestdagen kwam men een uur lang na het middagmaal bijeen. De gespreksleider (custos collationis) las een korte geestelijke tekst voor die vervolgens besproken werd. Hij moest er ook voor zorgen dat men zich aan het onderwerp hield en dat er geen onenigheid ontstond. De gespreksdeelnemers moesten hun bijdrage aan het gesprek op een bescheiden manier formuleren. Moeilijke theologische discussies moesten vermeden worden. Het gesprek werd ’s avonds voortgezet, waarbij ook organisatorische zaken ter sprake konden komen.
In de zusterhuizen (zusters van het gemene leven en tertiarissen) en de Windesheimse vrouwenkloosters schijnen de onderlinge gesprekken minder nauwkeurig beregeld te zijn en daardoor is het uit de bronnen niet geheel duidelijk hoe het er precies aan toeging. In sommige conventen kwamen de zusters bijeen voor een religieus gesprek, soms zelfs in verschillende groepen tegelijkertijd. Soms stonden deze gesprekken onder leiding van de rector van het convent, een priester. Door dit hiërarchische onderscheid van gespreksleider en gespreksdeelnemers konden deze gesprekken eenrichtingsverkeer worden en het karakter krijgen van een vermanende preek.
In de Windesheimse mannenkloosters hielden de broeders onderling geen geregelde collaties, maar waren er soms wel collaties voor de lekenbroeders en andere bewoners van het klooster die niet tot de geprofeste broeders behoorden. Deze hebben vermoedelijk het eenrichtingsverkeer gekend van een priester die sprak tot toehoorders, dat we kennen uit de vrouwenconventen.

### Gesprekken met scholieren en burgers
In een aantal broederhuizen, met name in Deventer, hield men op zon- en feestdagen na de vespers, tegen het eind van de middags bijeenkomsten voor de scholieren die onder hun hoede stonden en voor geïnteresseerde burgers. Na het lezen van een geestelijke tekst gingen de broeders afzonderlijk in gesprek met een of meer scholieren en burgers. De bedoeling was de gesprekspartner(s) aan te zetten tot een beter leven. Voor de scholieren kon het gesprek ook een wervend karakter krijgen. De individuele gesprekken konden ’s avonds in de collatio mutua (zie boven) nabesproken worden.
Dit type gesprek met buitenstaanders werd admonitio (‘vermaning’) genoemd, ook al om niet het verwijt te krijgen dat de broeders preken in de openbaarheid hielden. Dat was immers verboden aan de lagere geestelijkheid en priesters hadden er toestemming voor nodig van de plaatselijke pastoor. Door het toelaten van burgers, naast de scholieren die onder hun hoede stonden, liepen de broeders al het gevaar beschuldigd te worden dat ze in het openbaar te preekten. Daarom werden de admonitiones op het eigen terrein gehouden.
In het Collatiehuis van Gouda bestond een traditie van vermanende preken voor de burgerij op zon- en feestdagen, voordat moderne devoten die taak overnamen op verzoek van het stadsbestuur.

## De teksten
Teksten die verband houden met de praktijk van collatie vallen in twee groepen uiteen: teksten die bij de collatie als uitgangspunt gebruikt werden en teksten die het resultaat zijn van collaties.

### Collatieboeken
De collatie begon met de lezing van een geestelijke tekst. Die tekst kon aan elke willekeurige geschikte bron ontleend worden, maar er waren ook bloemlezingen die speciaal gemaakt waren voor gebruik bij de collatie. Zo’n boek worden een ‘collatieboek’ (collationale) genoemd. Het bestaat uit een reeks thematische gegroepeerde tekstfragmenten die ontsloten worden door leesroosters die geordend zijn volgens de zon- en feestdagen het kerkelijk jaar. Dirc van Herxen (1381-1457) stelde zo een tweedelig Middelnederlandse collatieboek samen en een tweedelig Latijns collatieboek.
Johannes Brinckerinck vroeg soms aan een de toehorende zusters een ‘punt’ (een citaat of een anekdote) om daar dan zijn collatie op te baseren.
Uit het broederhuis te Emmerik is een verzameling van anekdotes overgeleverd uit de levensbeschrijvingen van bekende voorgangers met de opmerking dat de broeders die anekdotes moeten aanhalen waar ze maar passen tijdens de collatie, om zo onder de nieuwe broeders de herinnering aan de voorvaderen levend te houden.

### Collatiebundels
De moderne devoten hebben veel levensbeschrijvingen van medebroeders en -zusters geschreven. Daarin spreken ze soms ook over de collatiepraktijk en citeren ze uitspraken die de betreffende persoon tijdens de collatie zijn gedaan.
Naast deze incidentele citaten zijn er ook teksten die op een meer systematische manier de collatie weergeven. Met name in zusterhuizen werden teksten samengesteld die bijna allemaal een opschrift hebben in de trant van ‘Hier volgen sommige punten uit de collaties van onze eerbiedwaardige eerwaarde heer [Naam]’. Uit de levensbeschrijvingen van de zusters blijkt dat men die ‘punten’ in eerste instantie voor zichzelf opgeschreven heeft. Pas in tweede instantie werden die punten geredigeerd om ze aan de hele zustergemeenschap ter beschikking te stellen. Soms werd die redactie door een andere medezuster of een opvolger van de geciteerde rector gedaan. Het resultaat is vaak een reeks losse punten die een zekere thematische samenhang vertonen, maar het kan ook om ingewikkelder gestructureerde teksten gaan waarin een gezaghebbend ‘ik’ een meervoudig publiek toespreekt over religieuze en morele zaken, zoals ook in een preek het geval is. De zusters fungeerden daarmee dus als een soort ghostwriters, suggererend dat de predikant zelf aan het woord is in de teksten die zij gemaakt hadden.
We beschikken zo over de collaties van onder anderen Johannes Brinckerinck (1359–1419) (opgeschreven door Liesbeth van Delft en later bewerkt door Brinckerincks opvolger Rudolf Dier van Muiden), Jasper van Marburg († 1502), Johannes Veghe (ca. 1435–1504), Claus van Euskerken († 1520) en Bernard van Dinslaken (door Agnes van Engelen).
Er zijn ook bundels geschreven 'bij wijze van een collatie' (per modum collationis), die door leken thuis gelezen en besproken konden worden in plaats van het bijwonen van een collatie.
De bundel Jhesus collacien bestaat uit 72 collaties. Ze zijn stuk voor stuk ingekaderd in een visioen. Jezus en de Heilige Geest treden erin op als de predikant die de collatie houdt.